# Plagiozopelma tritiseta
Plagiozopelma tritiseta är en tvåvingeart som först beskrevs av Octave Parent 1929.  Plagiozopelma tritiseta ingår i släktet Plagiozopelma och familjen styltflugor. Inga underarter finns listade i Catalogue of Life.